# Săliște (okręg Dolj)
Săliște – wieś w Rumunii, w okręgu Dolj, w gminie Bulzești. W 2011 roku liczyła 228 mieszkańców.